# Godzilla Junior
Godzilla Junior (ゴジラジュニア Gojira Junia?) es un kaiju que apareció por primera vez en la película de Tōhō de 1993 Godzilla vs. Mechagodzilla II. 

## Visión general
Godzilla Junior aparece por primera vez en Godzilla vs. Mechagodzilla II como un huevo. Presumiendo que es un huevo Pteranodon, un equipo científico lo desentierra de la isla Adona y lo envía a Japón para su estudio. El huevo muestra propiedades psíquicas extrañas, antes de salir del cascarón para revelar un Godzillasaurus infantil. Cuando Godzilla aparece más tarde, después de haber buscado a Baby Godzilla a través de un vínculo psíquico inexplicable, Baby Godzilla se va con Godzilla, y luego se instala en Birth Island. 
Para el tiempo de Godzilla vs. SpaceGodzilla, Baby Godzilla, ahora rebautizado como Little Godzilla, interactúa periódicamente con los personajes humanos durante una parte de la película, teniendo un gusto particular por el Mayor Yuki de G-Force y estableciendo un vínculo psíquico con Miki Saegusa. Little Godzilla es encarcelado en una jaula de cristales por SpaceGodzilla luego de llegar a la Tierra y permanece enjaulado hasta la derrota de SpaceGodzilla por el poder combinado de Godzilla y M.O.G.U.E.R.A.. 
Little Godzilla continúa creciendo y pasa a llamarse Godzilla Junior en Godzilla vs. Destoroyah. Junior rápidamente demuestra ser un luchador bastante capaz, derrotando exitosamente a Destoroyah, aunque con dificultad. Junior es asesinado durante su segunda batalla contra Destoroyah en el aeropuerto de Haneda, donde Godzilla y Destoroyah pronto pelean. Después de que Godzilla se derrite, Junior revive y se convierte en un nuevo Godzilla adulto. 

### Desarrollo
Durante la produccióinde Godzilla vs. Mechagodzilla II, la decisión de presentar un personaje similar al primer hijo adoptivo de Godzilla, Minilla, se hizo para atraer a la audiencia mayoritariamente femenina que hizo que Godzilla vs. Mothra fuera un éxito financiero, a pesar de las objeciones del director Takao Okawara, quien tenía una baja opinión de las películas de la década de 1960 en las que el personaje había aparecido anteriormente. Okawara rediseñó el nuevo Baby Godzilla más similar a un dinosaurio que su predecesor, pero se esforzó por hacerlo físicamente atractivo para contrastarlo con Mechagodzilla de aspecto más brutal. Baby Godzilla fue interpretado por Hurricane Ryu, que vestía un traje de cuerpo completo con una boca y ojos animatrónicos. La piel también se hizo más suave que la de Godzilla para dar a entender que Baby Godzilla aún no estaba expuesto a la radiación mutagénica que transformó a su padre. Según el actor del traje de Godzilla, Kenpachiro Satsuma, Godzilla Junior no estaba destinado a ser el hijo literal de Godzilla, sino "el bebé de un primo". En un primer borrador de la película, a Godzilla se le habrían inyectado soldados en su torrente sanguíneo, que luego desencadenarían una fusión nuclear que habría matado al monstruo, solo para que Baby Godzilla, absorbiera la radiación y creciera hasta convertirse en un nuevo Godzilla adulto y posteriormente derrotara a Mechagodzilla.
En Godzilla vs. SpaceGodzilla, el artista de efectos especiales Koichi Kawakita rediseñó al joven Godzilla como un personaje más caricaturesco, ya que no le gustaba la apariencia más de dinosaurio que antes tenía el personaje. Kawakita también tenía la intención de usar el nuevo diseño en un especial de TV derivado para niños titulado Little Godzilla's Underground Adventure. Fue interpretado por "Little Frankie", un luchador profesional enano.
Durante el desarrollo de lo que se convertiría en Godzilla vs. Destoroyah, se propuso que Godzilla se enfrentara con Ghost Godzilla, el espíritu del Godzilla original de 1954, que poseería a Godzilla Junior y lo obligaría a luchar contra Godzilla, aunque esta idea fue descartada. Hurricane Ryu regresó como Godzilla Junior y lo interpretó a través de técnicas tradicionales de trajes, aunque debido a que el traje Junior era casi del mismo tamaño que el Godzilla principal, se utilizó un pequeño accesorio animatrónico en escenas donde Junior interactúa con su "padre".

## Apariciones

### Películas
- Godzilla vs. Mechagodzilla II (1993) - como Baby Godzilla
- Godzilla vs. SpaceGodzilla (1994) - como Little Godzilla
- Godzilla vs. Destoroyah (1995) - como Godzilla Junior

### Televisión
- Godzilla Island (1997-1998)

### Videojuegos
- Godzilla Trading Battle (PlayStation - 1998) - como Little Godzilla y Godzilla Junior

### Literatura
- Godzilla vs. Mechagodzilla II (Manga - 1993) - como Baby Godzilla
- Godzilla vs. Spacegodzilla (Manga - 1994) - como Little Godzilla
- Godzilla vs. Destoroyah (Manga - 1995) - como Godzilla Junior